# PAX (evento)
Il PAX (conosciuto in origine come Penny Arcade Expo) è una fiera dedicata a videogiochi, giochi da tavolo e videogiochi arcade. Il PAX è composto da vari eventi di cadenza annuale che si tengono negli Stati Uniti d'America (nelle città di Seattle, Boston, Filadelfia e San Antonio) e in Australia (nella città di Melbourne). Il PAX è stato organizzato per la prima volta nel 2004 da parte di Jerry Holkins e Mike Krahulik, autori del webcomic Penny Arcade, con l'intenzione di realizzare un festival dedicato esclusivamente ai videogiochi.

## Storia
Il primo evento del PAX, inizialmente noto come Penny Arcade Expo, si è tenuto dal 28 al 29 agosto 2004 al Meydenbauer Center di Bellevue. L'evento è stato ripetuto a Bellevue per i due anni successivi, per poi spostarsi nella città di Seattle dal 2007.
Dal 2010 si è iniziato poi a tenere un nuovo evento nella città di Boston, per il quale si è reso necessario differenziare i nomi dei due eventi: PAX Prime (attualmente PAX West) per l'evento di Seattle, e PAX East per l'evento di Boston.
In seguito, alla fiera si sono aggiunti nuovi eventi, sempre di cadenza circa annuale: il PAX Dev a Seattle (dal 2011), il PAX Australia a Melbourne (dal 2013), PAX South a San Antonio (dal 2015), e PAX Unplugged a Filadelfia (dal 2017, dedicato esclusivamente ai giochi da tavolo).